# Mélanodère à sourcils blancs
Melanodera melanodera
Espèce
Statut de conservation UICN

 LC  : Préoccupation mineure
Le Mélanodère à sourcils blancs (Melanodera melanodera) est une espèce de passereaux de Patagonie appartenant à la famille des Thraupidae.

## Répartition et habitat
On le trouve au sud du Chili, au sud de l'Argentine et dans les îles Falkland. Sur le continent, il vit dans les prairies tempérées sèches de Festuca gracillima et de Stipa  et dans les champs jusqu'à 580 m d'altitude. Dans les îles Falkland, il vit dans les landes constituées principalement de Cortadeira pilosa.